# Champcenest
Champcenest [ʃɑ̃sənɛ]  est une commune française située dans le département de Seine-et-Marne en région Île-de-France.
Au dernier recensement de 2022, la commune comptait 197 habitants.

## Géographie

### Localisation

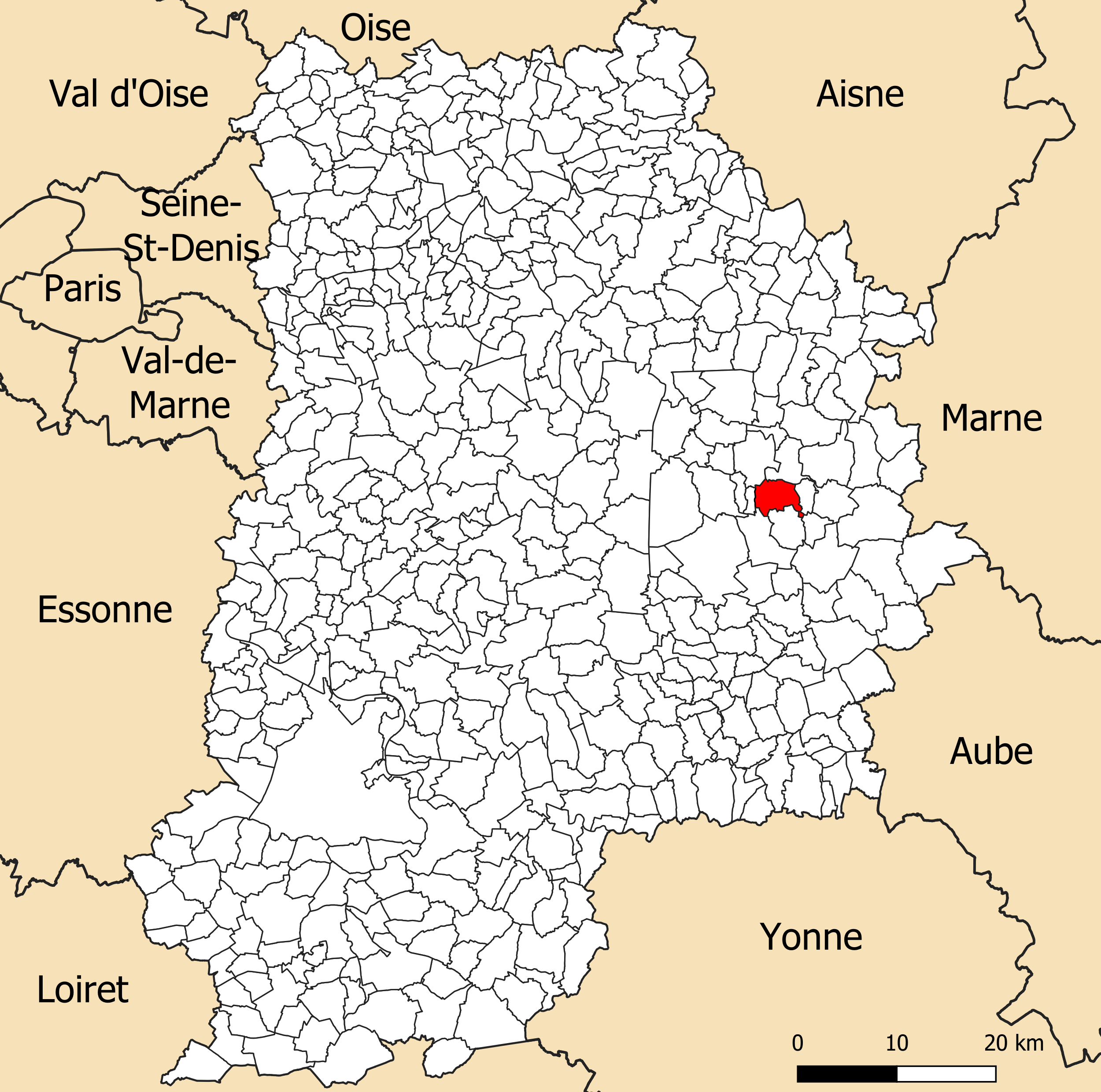
Localisation de la commune de Champcenest dans le département de Seine-et-Marne.

La commune est située à environ 14,2 kilomètres par la route,. au nord de Provins.

### Communes limitrophes
| Beton-Bazoches | Courtacon   |            |
| Bezalles       | Champcenest | Les Marêts |
| Saint-Hilliers | Courchamp   | Rupéreux   |

### Géologie et relief
L'altitude de la commune varie de 142 mètres à 173 mètres pour le point le plus haut, le centre du bourg se situant à environ 168 mètres d'altitude (mairie). Elle est classée en zone de sismicité 1, correspondant à une sismicité très faible.

### Hydrographie

#### Réseau hydrographique

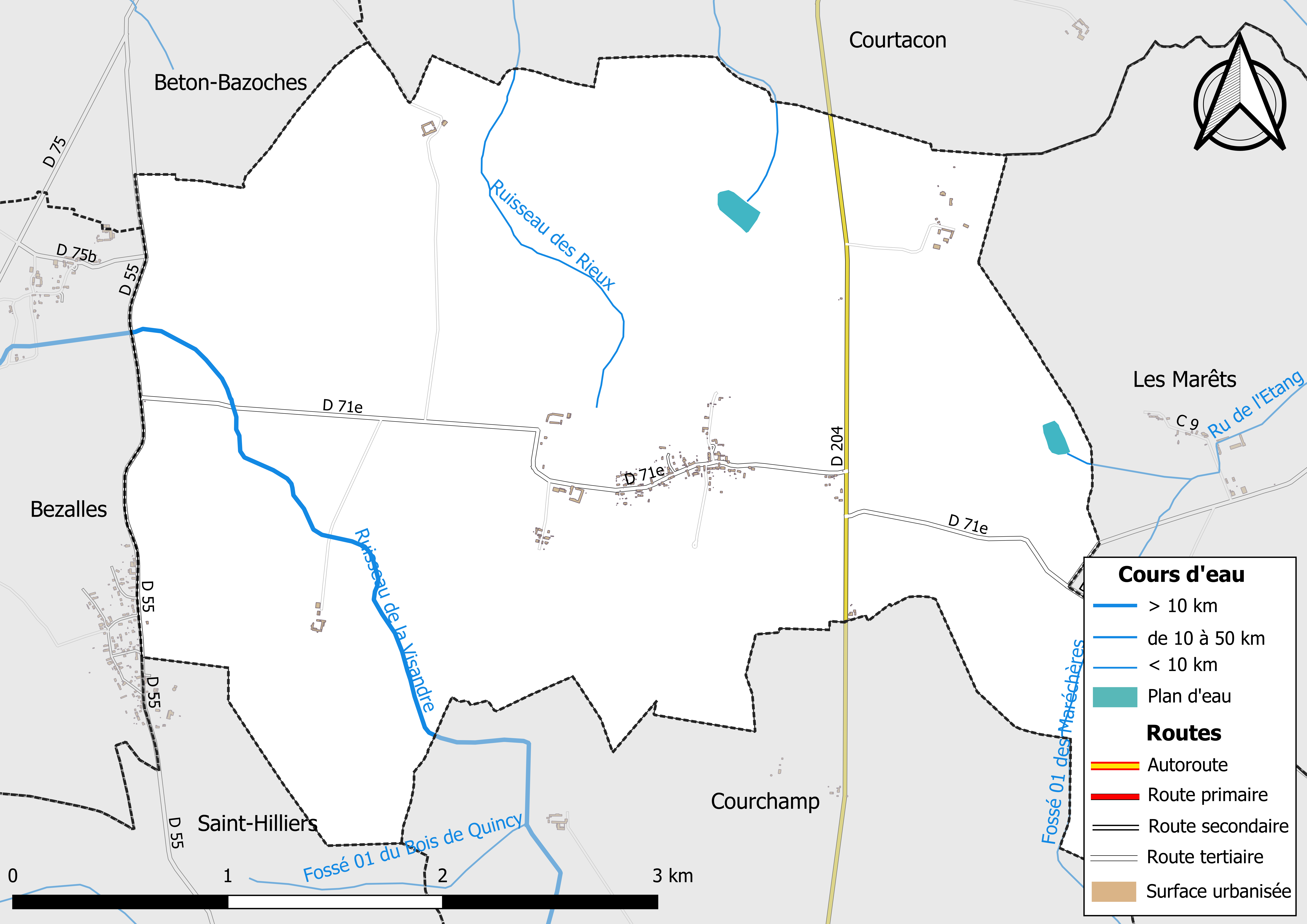
Carte des réseaux hydrographique et routier de Champcenest.

Le réseau hydrographique de la commune se compose de cinq cours d'eau référencés :
- le ruisseau de la Visandre, long de 30,93 km[4], affluent de l'Yerres en rive gauche ;
- le ru de l'Étang, long de 2,67 km[5], affluent du l’Aubetin ;
  - le fossé 01 des Maréchères, 3,45 km[6], affluent du ru de l'Étang ;
- le cours d'eau 01 du Bois Narel, 1,73 km[7], affluent de l'Aubetin ;
- le ruisseau des Rieux, 3,11 km[8], affluent de l'Aubetin.

La longueur totale des cours d'eau sur la commune est de 6,21 km.

#### Gestion des cours d'eau
Afin d’atteindre le bon état des eaux imposé par la Directive-cadre sur l'eau du 23 octobre 2000, plusieurs outils de gestion intégrée s’articulent à différentes échelles : le SDAGE, à l’échelle du bassin hydrographique, et le SAGE, à l’échelle locale. Ce dernier fixe les objectifs généraux d’utilisation, de mise en valeur et de protection quantitative et qualitative des ressources en eau superficielle et souterraine. Le département de Seine-et-Marne est couvert par six SAGE, au sein du bassin Seine-Normandie. La commune fait partie de deux SAGE : « Yerres » et « Petit et Grand Morin ».
Le SAGE « Yerres » a été approuvé le 13 octobre 2011. Il correspond au bassin versant de l’Yerres, d'une superficie de 1 017 km2, parcouru par un réseau hydrographique de 450 kilomètres de long environ, répartis entre le cours de l’Yerres et ses affluents principaux que sont : le ru de l'Étang de Beuvron, la Visandre, l’Yvron, le Bréon, l’Avon, la Marsange, la Barbançonne, le Réveillon. Le pilotage et l’animation du SAGE sont assurés par le syndicat mixte pour l’Assainissement et la Gestion des eaux du bassin versant de l’Yerres (SYAGE), qualifié de « structure porteuse ».
Le SAGE « Petit et Grand Morin » a été approuvé le 21 octobre 2016. Il comprend les bassins du Petit Morin (630 km2) et du Grand Morin (1 185 km2). Le pilotage et l’animation du SAGE sont assurés par le syndicat Mixte d'Aménagement et de Gestion des Eaux (SMAGE) des 2 Morin, qualifié de « structure porteuse ».

### Climat
Pour des articles plus généraux, voir Climat de l'Île-de-France et Climat de Seine-et-Marne.
En 2010, le climat de la commune est de type climat océanique dégradé des plaines du Centre et du Nord, selon une étude du CNRS s'appuyant sur une série de données couvrant la période 1971-2000. En 2020, Météo-France publie une typologie des climats de la France métropolitaine dans laquelle la commune est exposée à un climat océanique altéré et est dans la région climatique Nord-est du bassin Parisien, caractérisée par un ensoleillement médiocre, une pluviométrie moyenne régulièrement répartie au cours de l’année et un hiver froid (3 °C).
Pour la période 1971-2000, la température annuelle moyenne est de 10,5 °C, avec une amplitude thermique annuelle de 15,4 °C. Le cumul annuel moyen de précipitations est de 762 mm, avec 12,3 jours de précipitations en janvier et 8,2 jours en juillet. Pour la période 1991-2020, la température moyenne annuelle observée sur la station météorologique la plus proche, située sur la commune de Bezalles à 3 km à vol d'oiseau, est de 11,4 °C et le cumul annuel moyen de précipitations est de 752,7 mm,. Pour l'avenir, les paramètres climatiques de la commune estimés pour 2050 selon différents scénarios d'émission de gaz à effet de serre sont consultables sur un site dédié publié par Météo-France en novembre 2022.
| Mois                                  | jan.             | fév.           | mars            | avril         | mai           | juin          | jui.           | août           | sep.          | oct.            | nov.            | déc.             | année      |
| ------------------------------------- | ---------------- | -------------- | --------------- | ------------- | ------------- | ------------- | -------------- | -------------- | ------------- | --------------- | --------------- | ---------------- | ---------- |
| Température minimale moyenne (°C)     | 1,3              | 1,3            | 3,4             | 5,3           | 8,8           | 11,8          | 13,7           | 13,6           | 10,5          | 8,1             | 4,4             | 2                | 7          |
| Température moyenne (°C)              | 3,8              | 4,4            | 7,6             | 10,5          | 14,1          | 17,3          | 19,7           | 19,6           | 15,9          | 12              | 7,2             | 4,4              | 11,4       |
| Température maximale moyenne (°C)     | 6,2              | 7,6            | 11,8            | 15,7          | 19,4          | 22,8          | 25,7           | 25,7           | 21,2          | 15,9            | 10              | 6,8              | 15,7       |
| Record de froid (°C) date du record   | −20,7 17.01.1985 | −13,6 04.02.12 | −9,9 01.03.05   | −3,7 14.04.19 | −1,3 06.05.19 | 1,5 01.06.06  | 4,8 04.07.1984 | 3,7 29.08.1993 | 1,3 25.09.02  | −3,5 29.10.1985 | −8,6 24.11.1998 | −13,3 31.12.1985 | −20,7 1985 |
| Record de chaleur (°C) date du record | 15,1 05.01.1999  | 19,9 27.02.19  | 24,2 29.03.1989 | 29,6 20.04.18 | 32 28.05.17   | 37,4 27.06.11 | 41,6 25.07.19  | 40 12.08.03    | 34,1 15.09.20 | 28,7 02.10.11   | 21,3 07.11.15   | 16,7 07.12.00    | 41,6 2019  |
| Précipitations (mm)                   | 65,5             | 58,6           | 56,9            | 53,3          | 68,6          | 55,9          | 56             | 56,9           | 56,7          | 72,5            | 68,3            | 83,5             | 752,7      |

### Milieux naturels et biodiversité
Aucun espace naturel présentant un intérêt patrimonial n'est recensé sur la commune dans l'inventaire national du patrimoine naturel,,.

## Urbanisme

### Typologie
Au 1er janvier 2024, Champcenest est catégorisée commune rurale à habitat dispersé, selon la nouvelle grille communale de densité à sept niveaux définie par l'Insee en 2022.
Elle est située hors unité urbaine. Par ailleurs la commune fait partie de l'aire d'attraction de Paris, dont elle est une commune de la couronne,. Cette aire regroupe 1 929 communes,.

### Lieux-dits et écarts
La commune compte 44 lieux-dits administratifs répertoriés consultables ici (source : le fichier Fantoir).

### Occupation des sols
L'occupation des sols de la commune, telle qu'elle ressort de la base de données européenne d’occupation biophysique des sols Corine Land Cover (CLC), est marquée par l'importance des territoires agricoles (79,9 % en 2018), une proportion identique à celle de 1990 (79,9 %). La répartition détaillée en 2018 est la suivante : 
terres arables (77,5% ), forêts (19,9% ), zones agricoles hétérogènes (2,3% ), zones urbanisées (0,2 %).
Parallèlement, L'Institut Paris Région, agence d'urbanisme de la région Île-de-France, a mis en place un inventaire numérique de l'occupation du sol de l'Île-de-France, dénommé le MOS (Mode d'occupation du sol), actualisé régulièrement depuis sa première édition en 1982. Réalisé à partir de photos aériennes, le Mos distingue les espaces naturels, agricoles et forestiers mais aussi les espaces urbains (habitat, infrastructures, équipements, activités économiques, etc.) selon une classification pouvant aller jusqu'à 81 postes, différente de celle de Corine Land Cover,,. L'Institut met également à disposition des outils permettant de visualiser par photo aérienne l'évolution de l'occupation des sols de la commune entre 1949 et 2018.

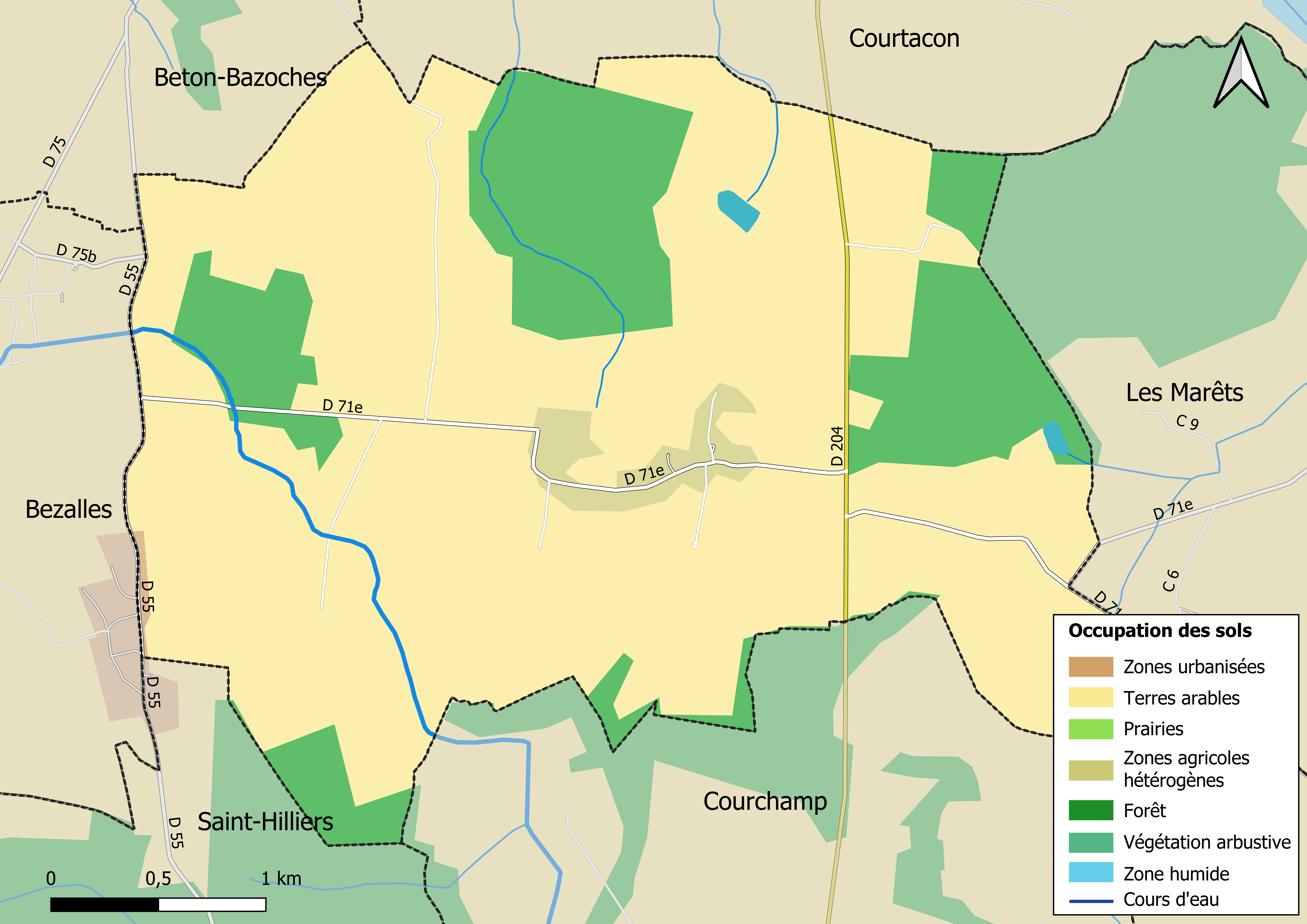
Carte des infrastructures et de l'occupation des sols en 2018 (CLC) de la commune.
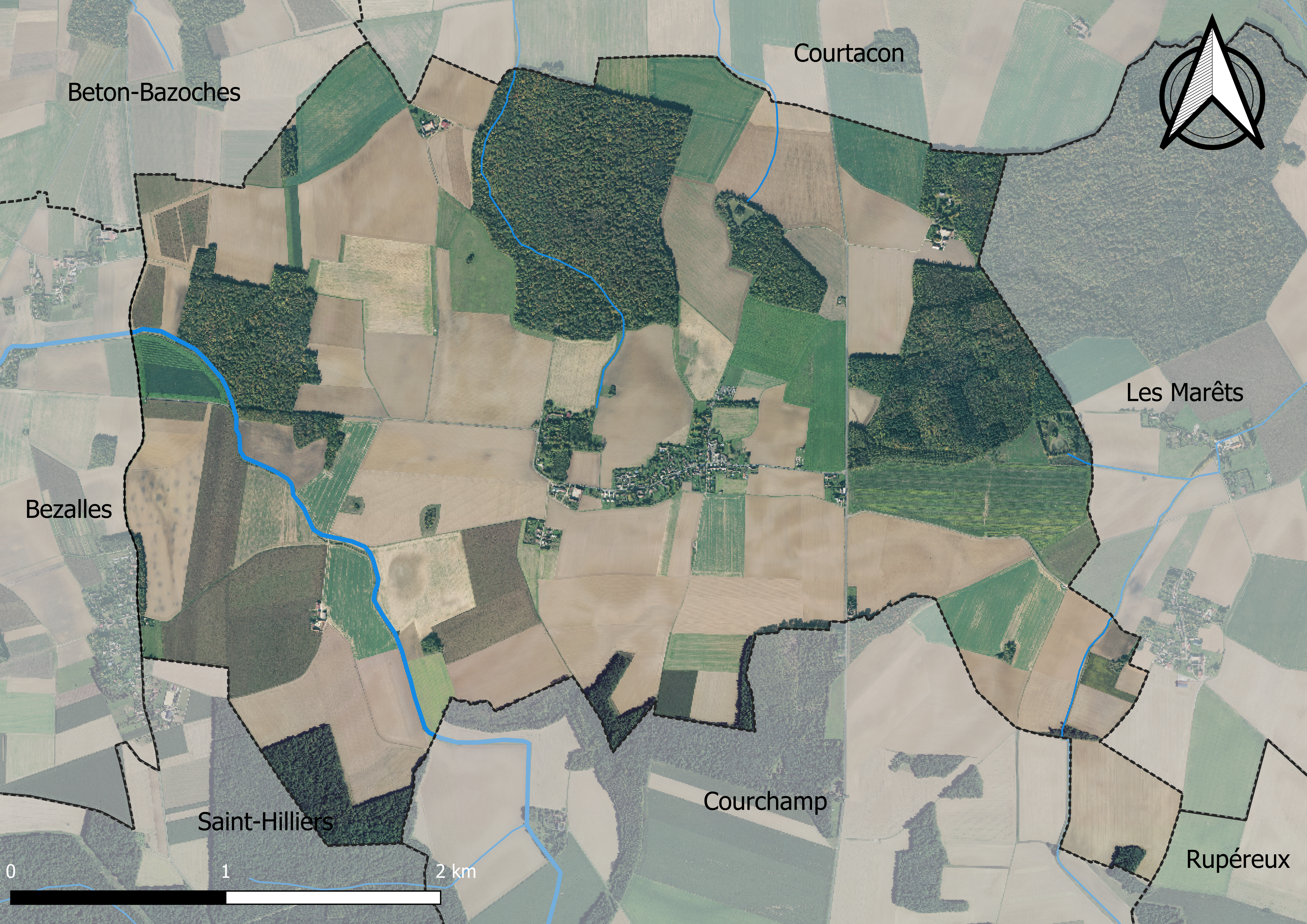
Carte orhophotogrammétrique de la commune.

### Planification
La loi SRU du 13 décembre 2000 a incité les communes à se regrouper au sein d’un établissement public, pour déterminer les partis d’aménagement de l’espace au sein d’un SCoT, un document d’orientation stratégique des politiques publiques à une grande échelle et à un horizon de 20 ans et s'imposant aux documents d'urbanisme locaux, les PLU (Plan local d'urbanisme). La commune est dans le territoire du SCOT Grand Provinois, dont le projet a été arrêté le 29 janvier 2020, porté par le syndicat mixte d’études et de programmation (SMEP) du Grand Provinois, qui regroupe les Communautés de Communes du Provinois et de Bassée-Montois, soit 82 communes.
La commune disposait en 2019 d'un plan local d'urbanisme approuvé. Le zonage réglementaire et le règlement associé peuvent être consultés sur le Géoportail de l'urbanisme.

### Logement
En 2017, le nombre total de logements dans la commune était de 97 dont 94,6 % de maisons et 5,4 % d'appartements.
Parmi ces logements, 83,9 % étaient des résidences principales, 12,6 % des résidences secondaires et 3,6 % des logements vacants.
La part des ménages fiscaux propriétaires de leur résidence principale s'élevait à 83,1 % contre 16,9 % de locataires.

## Toponymie
Le nom de la localité est mentionné sous les formes Campus Genestus en 1154 ; Ecclesia de Cappella Campisenes en 1164 ; Apud Campum Senes en 1194 ; Champcenes en 1236 ; Chamgenays en 1249 ; Chansennes vers 1260 ; Chamsenes en 1263 ; Champsenes en 1277 ; Champcenais en 1290 ; Champsenez en 1313 ; Champceneis en 1335 ; Campus Senectus vers 1350 ; Champcenes en 1396 ; Chancenetz en 1498 ; Chansenes en 1507 ; Chancenetz en Brye en 1514 ; Champchenetz en 1527 ; Chancenays en 1561 ; Champcenay en 1607 ; Campus Senectus en 1668,.
La graphie la plus ancienne Campus Genestus en 1154 laisse penser a affaire à un champ de genêts, mais on rencontre quelques années plus tard la forme Campisenes en 1164. Le second élément du toponyme pourrait être un nom de personne, Genesius selon Ernest Nègre, Senecius selon Albert Dauzat.

### Hameaux
Foussoles, Courtenot, Baleine et Maisoncelles.

## Politique et administration
| Période                                  | Période  | Identité            | Étiquette | Qualité |
| ---------------------------------------- | -------- | ------------------- | --------- | ------- |
| Les données manquantes sont à compléter. |          |                     |           |         |
| mars 2001                                | 2020     | Jean-Claude Rambaud |           |         |
| 2020                                     | En cours | Catherine Perrin    |           |         |

## Équipements et services

### Eau et assainissement
L’organisation de la distribution de l’eau potable, de la collecte et du traitement des eaux usées et pluviales relève des communes. La loi NOTRe de 2015 a accru le rôle des EPCI à fiscalité propre en leur transférant cette compétence. Ce transfert devait en principe être effectif au 1er janvier 2020, mais la loi Ferrand-Fesneau du 3 août 2018 a introduit la possibilité d’un report de ce transfert au 1er janvier 2026,.

#### Assainissement des eaux usées
En 2020, la commune de Champcenest ne dispose pas d'assainissement collectif,.
L’assainissement non collectif (ANC) désigne les installations individuelles de traitement des eaux domestiques qui ne sont pas desservies par un réseau public de collecte des eaux usées et qui doivent en conséquence traiter elles-mêmes leurs eaux usées avant de les rejeter dans le milieu naturel. La communauté de communes du Provinois assure pour le compte de la commune le service public d'assainissement non collectif (SPANC), qui a pour mission de vérifier la bonne exécution des travaux de réalisation et de réhabilitation, ainsi que le bon fonctionnement et l’entretien des installations,.

#### Eau potable
En 2020, l'alimentation en eau potable est assurée par le syndicat de l'Eau de l'Est seine-et-marnais (S2E77) qui gère le service en régie,,.

## Population et société
En 1753, 28 feux sont dénombrés à Champcenest, d'après l'ouvrage de Pierre Doisy : Le royaume de France, et les états de Lorraine, disposés en forme de dictionnaire, Paris, Tilliard, 1753, p. 381.

L'évolution du nombre d'habitants est connue à travers les recensements de la population effectués dans la commune depuis 1793. Pour les communes de moins de 10 000 habitants, une enquête de recensement portant sur toute la population est réalisée tous les cinq ans, les populations de référence des années intermédiaires étant quant à elles estimées par interpolation ou extrapolation. Pour la commune, le premier recensement exhaustif entrant dans le cadre du nouveau dispositif a été réalisé en 2004.

En 2022, la commune comptait 197 habitants, en évolution de −7,94 % par rapport à 2016 (Seine-et-Marne : +3,92 %, France hors Mayotte : +2,11 %).
| 1793 | 1800 | 1806 | 1821 | 1831 | 1836 | 1841 | 1846 | 1851 |
| ---- | ---- | ---- | ---- | ---- | ---- | ---- | ---- | ---- |
| 236  | 200  | 242  | 224  | 240  | 256  | 291  | 320  | 321  |

| 1856 | 1861 | 1866 | 1872 | 1876 | 1881 | 1886 | 1891 | 1896 |
| ---- | ---- | ---- | ---- | ---- | ---- | ---- | ---- | ---- |
| 332  | 318  | 334  | 313  | 296  | 281  | 284  | 300  | 304  |

| 1901 | 1906 | 1911 | 1921 | 1926 | 1931 | 1936 | 1946 | 1954 |
| ---- | ---- | ---- | ---- | ---- | ---- | ---- | ---- | ---- |
| 321  | 319  | 304  | 198  | 222  | 229  | 188  | 219  | 193  |

| 1962 | 1968 | 1975 | 1982 | 1990 | 1999 | 2004 | 2006 | 2009 |
| ---- | ---- | ---- | ---- | ---- | ---- | ---- | ---- | ---- |
| 204  | 172  | 117  | 156  | 114  | 116  | 113  | 111  | 133  |

| 2014 | 2019 | 2022 | - | - | - | - | - | - |
| ---- | ---- | ---- | - | - | - | - | - | - |
| 197  | 196  | 197  | - | - | - | - | - | - |

## Économie
En 2018, la commune était classée en zone de revitalisation rurale (ZRR), un dispositif visant à aider le développement des territoires ruraux principalement à travers des mesures fiscales et sociales. Des mesures spécifiques en faveur du développement économique s'y appliquent également. Le classement des communes en ZRR était valable jusqu’au 31 décembre 2020,.

### Revenus de la population et fiscalité
En 2018, le nombre de ménages fiscaux de la commune était de 77, représentant 197 personnes et la médiane du revenu disponible par unité de consommation de 25 130 euros.

### Emploi
En 2018, le nombre total d’emplois dans la zone était de 28, occupant 94 actifs résidants (dont 18,7 % dans la commune de résidence et 81,3 % dans une commune autre que la commune de résidence).
Le taux d'activité de la population (actifs ayant un emploi) âgée de 15 à 64 ans s'élevait à 72,6 % contre un taux de chômage de 3,2 %.
Les 24,2 % d’inactifs se répartissent de la façon suivante : 7,3 % d’étudiants et stagiaires non rémunérés, 5,6 % de retraités ou préretraités et 11,3 % pour les autres inactifs.

### Secteurs d'activité

#### Entreprises et commerces
En 2019, le nombre d’unités légales et d’établissements (activités marchandes hors agriculture) par secteur d'activité était de 16 dont 2 dans l’industrie manufacturière, industries extractives et autres, 4 dans le commerce de gros et de détail, transports, hébergement et restauration, 1 dans les activités immobilières, 2 dans les activités spécialisées, scientifiques et techniques et activités de services administratifs et de soutien, 2 dans l’administration publique, enseignement, santé humaine et action sociale et 1 était relatif aux autres activités de services.
En 2020, 3 entreprises individuelles ont été créées sur le territoire de la commune.
Au 1er janvier 2021, la commune ne disposait pas d’hôtel et de terrain de camping.

#### Agriculture
Champcenest est dans la petite région agricole dénommée la « Brie est », une partie de la Brie. En 2010, l'orientation technico-économique de l'agriculture sur la commune est la culture de céréales et d'oléoprotéagineux (COP).
Si la productivité agricole de la Seine-et-Marne se situe dans le peloton de tête des départements français, le département enregistre un double phénomène de disparition des terres cultivables (près de 2 000 ha par an dans les années 1980, moins dans les années 2000) et de réduction d'environ 30 % du nombre d'agriculteurs dans les années 2010. Cette tendance se retrouve au niveau de la commune où le nombre d’exploitations est passé de 8 en 1988 à 5 en 2010. Parallèlement, la taille de ces exploitations augmente, passant de 114 ha en 1988 à 167 ha en 2010.
Le tableau ci-dessous présente les principales caractéristiques des exploitations agricoles de Champcenest, observées sur une période de 22 ans : 
|                                      | 1988 | 2000 | 2010 |
| ------------------------------------ | ---- | ---- | ---- |
| Dimension économique,                |      |      |      |
| Nombre d’exploitations (u)           | 8    | 5    | 5    |
| Travail (UTA)                        | 16   | 6    | 7    |
| Surface agricole utilisée (ha)       | 910  | 787  | 834  |
| Cultures                             |      |      |      |
| Terres labourables (ha)              | 910  | 787  | 834  |
| Céréales (ha)                        | 720  | 570  | 574  |
| dont blé tendre (ha)                 | 484  | 378  | 356  |
| dont maïs-grain et maïs-semence (ha) | 226  | 109  | 130  |
| Tournesol (ha)                       | 48   |      | s    |
| Colza et navette (ha)                | s    | 87   | 79   |
| Élevage                              |      |      |      |
| Cheptel (UGBTA)                      | 4    | 0    | 0    |

## Culture locale et patrimoine

### Lieux et monuments
- Allée couverte de l'Étang des Essarts : reconstruction d'un édifice mégalithique dont l’authenticité n'est pas avérée.

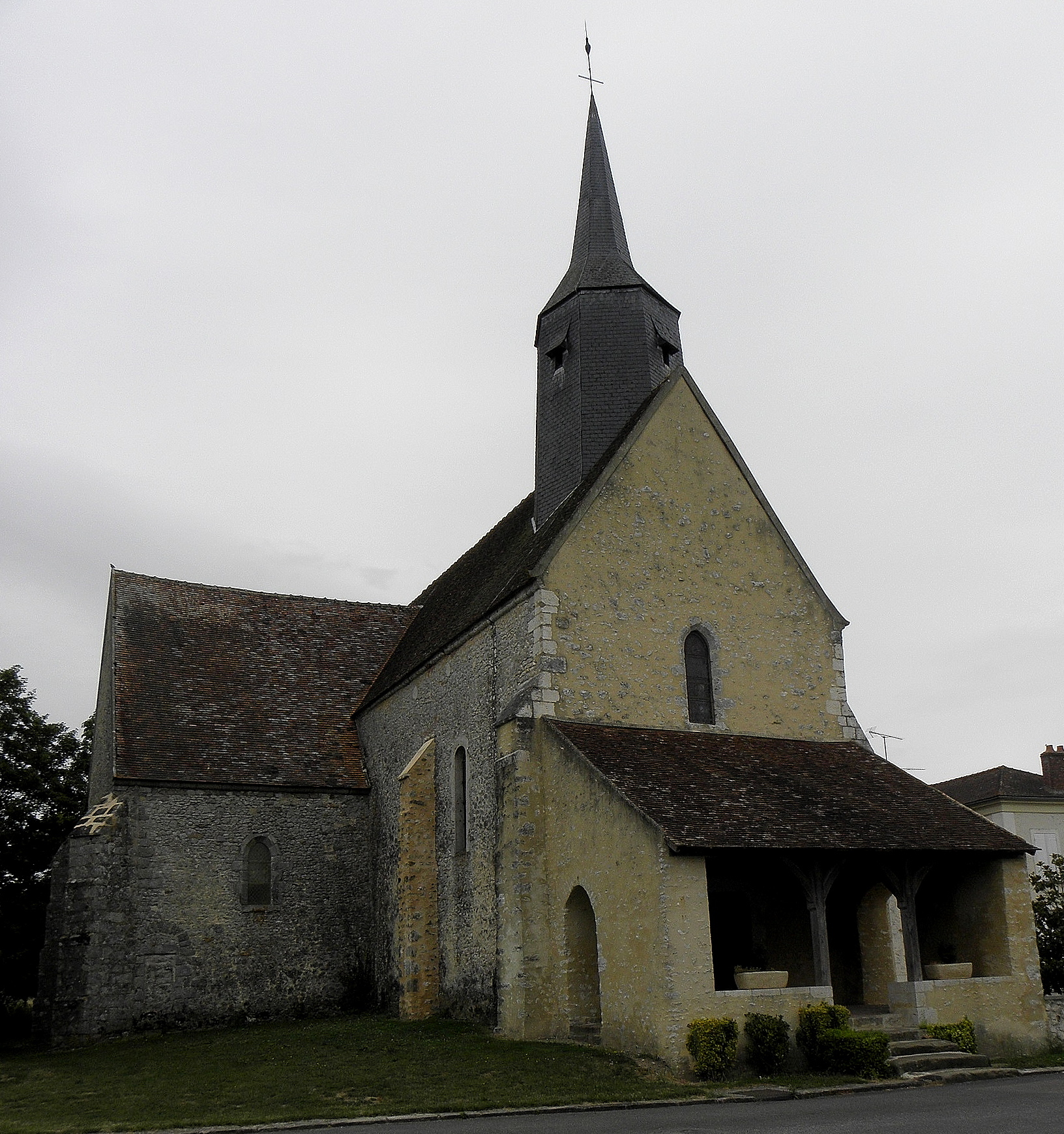
L'église Saint-Martin de Champcenest.

- L'église paroissiale Saint-Martin, classée monument historique[76].

### Personnalités liées à la commune
- Louis Quentin de La Vienne, marquis de Champcenetz, gouverneur du château de Meudon.
- Jean Louis Quentin de Richebourg, marquis de Champcenetz, gouverneur du château de Meudon, de Bellevue, et des Tuileries.
- Albertine Elisabeth de Champcenetz (1742-1805) : noble contre-révolutionnaire, femme de cour, épouse du précédent.
- Louis Pierre Quentin de Richebourg, gouverneur du château de Meudon.
- Louis René Quentin de Richebourg de Champcenetz (1759-1794) : homme de lettres français.

### Héraldique
| Blason de Champcenest | Blason  | De gueules à une fleur de lys d'or accompagnée de deux cotices en barre, et surmontée de deux châteaux de même.                     |
| Blason de Champcenest | Détails | Figure dans la salle du conseil municipal. Il existe un doute sur la figure en cœur.                                                |
| Blason de Champcenest | Alias   | De gueules à trois épis de blé posés en sautoir et pal accompagnés de deux cotices en barre, et surmontée de deux châteaux de même. |